# We'll put the world together again
We'll put the world together again is een lied van Marco Bakker en Toni Willé. Ze brachten het in 1982 uit op een single, met What's forever for op de B-kant. De producer van de single was Gerard Stellaard; hij schreef ook het arrangement.
Het duo was een gelegenheidsformatie. Bakker had op dat moment naam gemaakt als zanger van opera's en operettes; Willé had op dat moment een aantal succesvolle jaren achter de rug als leadzangeres van Pussycat, met popmuziek die richting de countryrock neigt. De single kwam drie jaar voor het begin van haar solocarrière.
De single behaalde een positie in de Tip 30 maar wist niet door te breken naar de hoofdlijsten van de hitparades.